# 愛してるを伝えるよ
「愛してるを伝えるよ」はえなたぬ。の曲。2019年に無料配布という形でリリースされた。2020年3月現在、アルバムには未収録。

## 解説
MVが作成された「リスク」や「愛犬ペロ」とは異なり、録音後は無料配布という形で発表された。音源の完成後、6月1日にTwitterやLINEなどのSNSを通して300人に配布していく企画を発表。見事配布人数は300人に到達し、企画は無事終了した。
アルバムには未収録の曲だが、ライブでは度々演奏されるナンバーとなっており、えなたぬ。の曲としては欠かせないものとなりつつある。

## パーソネル
作詞・作曲:えなたぬ。
ボーカル・アコースティックギター:えなたぬ。
エレクトリックギター:荒井翔太郎
ベース・ディレクター:taka
キーボード:Asucah
ドラム:岡山たくと
ミキシング・マスタリング:白石経